# جهیدن

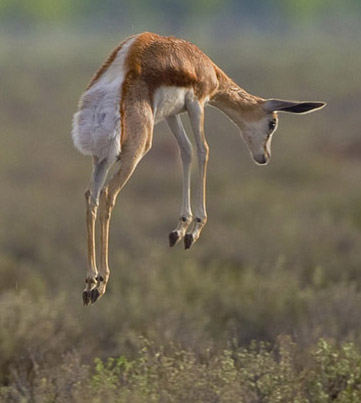
یک غزال جهنده جوان که در حال جهیدن است

جهیدن (Stotting) یا جستن (Pronging)، رفتاری است که در چهارپاها، به ویژه آهوها وجود دارد، که در آن به هوا می‌جهند و هر چهار پا را همزمان از زمین بلند می‌کنند. معمولاً پاها در وضعیت نسبتاً سفت نگه داشته می‌شوند. توضیح گوناگونی در مورد جستن ارائه شده است. شواهدی وجود دارد مبنی بر اینکه حداقل در برخی موارد این یک سیگنال صادقانه برای شکارچیان است، مبنی بر اینکه شکار جانور در حال جست زدن دشوار است.

## نگارخانه

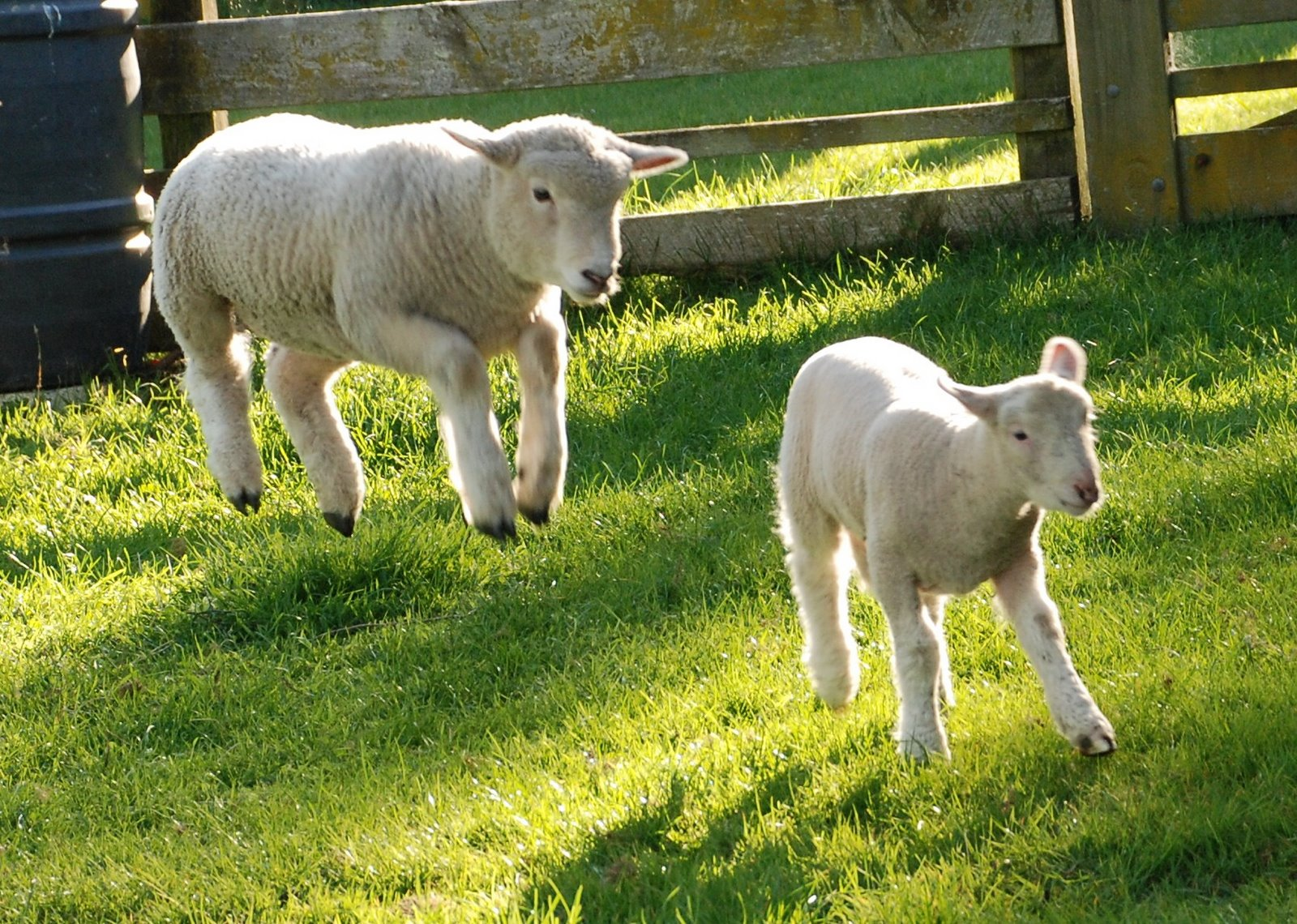
یک بره در حال جست زدن
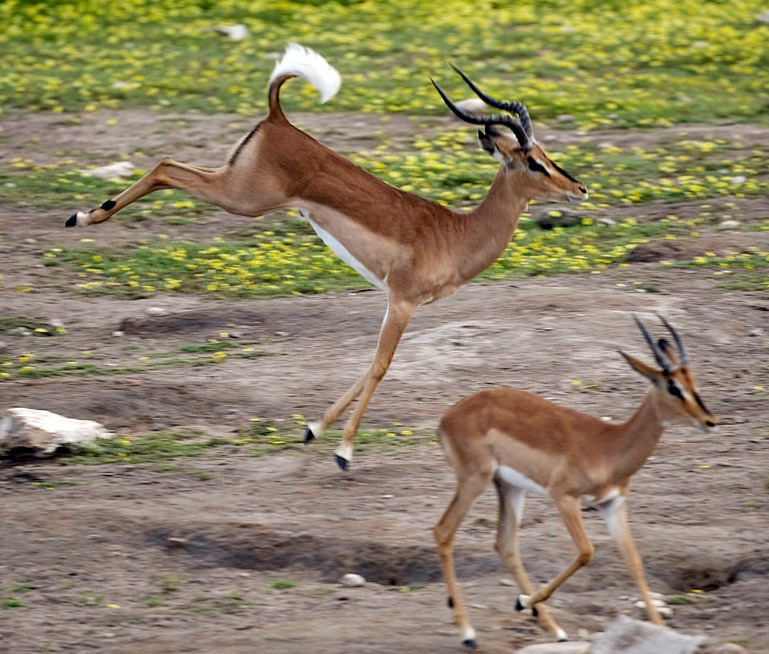
یک ایمپالا رخ‌سیاه نر بالغ که در نامیبیا ایستاده است
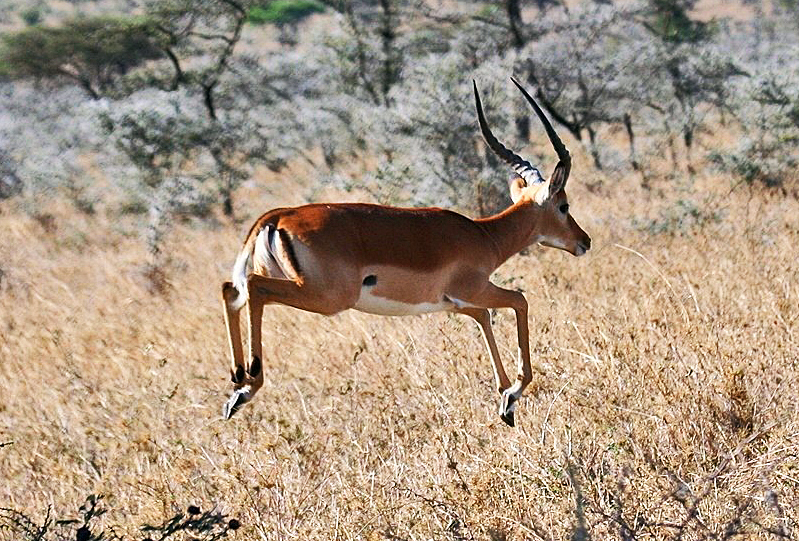
ایمپالا در حال جهیدن